# Задача-шутка (шахматы)
Зада́ча-шу́тка — шахматная задача, в которой юмор является первичным или вторичным элементом. Как правило, в начальной позиции такой задачи или в её решении нарушены шахматные правила.

## Правила
Для решения задачи-шутки возможно, например:
- пешку превратить в фигуру соперника,
- поставить на доску отсутствующего короля,
- снять любую из 9 пешек одной из сторон, находившихся на доске,
- развернуть доску на 180°,
- закончить рокировку («мат в полхода»),
- вернуть ход обратно,
- сделать неестественную, но красивую позицию вроде скакографии (рисунка из фигур) или крепости,
- нарушить правила шахматной композиции: сделать ничью через правило 50 ходов, взять на проходе, если ретроанализ не подтверждает, что это был последний ход, и т.д.

## Примеры

### Без нарушения правил

#### Неизбежный мат
В этой композиции, в отличие от многих других задач-шуток, нет нарушения шахматных правил. Юмор заключается в том, что мат неизбежен: все ходы белых и чёрных единственно возможные (кроме превращения пешки, которое на исход не влияет).
Vilhelm Røpke, Skakbladet, 1942
[Event "Import"]
[Site "https://lichess.org/GzHd2lM7"]
[Date "2020.07.20"]
[White "?"]
[Black "?"]
[Result "1-0"]
[UTCDate "2020.07.20"]
[UTCTime "13:58:14"]
[WhiteElo "?"]
[BlackElo "?"]
[Variant "From Position"]
[TimeControl "-"]
[ECO "?"]
[Opening "?"]
[Termination "Normal"]
[FEN "K1k5/P1Pp4/1p1P4/8/p7/P2P4/8/8 w - - 0 1"]
[SetUp "1"]
{ Мат в 6 ходов. Может ли он быть остановлен? } 1. d4 b5 2. d5 b4 3. axb4 a3 4. b5 a2 5. b6 a1=Q 6. b7# 1-0

#### Мат в полхода
|   | a                                                                    | b                                                                    | c                                                                    | d                                                                    | e                                                                    | f                                                                    | g                                                                    | h                                                                    |   |
| - | -------------------------------------------------------------------- | -------------------------------------------------------------------- | -------------------------------------------------------------------- | -------------------------------------------------------------------- | -------------------------------------------------------------------- | -------------------------------------------------------------------- | -------------------------------------------------------------------- | -------------------------------------------------------------------- | - |
| 8 | b2 белая ладья · a1 белая ладья · c1 белый король · g1 чёрный король | b2 белая ладья · a1 белая ладья · c1 белый король · g1 чёрный король | b2 белая ладья · a1 белая ладья · c1 белый король · g1 чёрный король | b2 белая ладья · a1 белая ладья · c1 белый король · g1 чёрный король | b2 белая ладья · a1 белая ладья · c1 белый король · g1 чёрный король | b2 белая ладья · a1 белая ладья · c1 белый король · g1 чёрный король | b2 белая ладья · a1 белая ладья · c1 белый король · g1 чёрный король | b2 белая ладья · a1 белая ладья · c1 белый король · g1 чёрный король | 8 |
| 7 | b2 белая ладья · a1 белая ладья · c1 белый король · g1 чёрный король | b2 белая ладья · a1 белая ладья · c1 белый король · g1 чёрный король | b2 белая ладья · a1 белая ладья · c1 белый король · g1 чёрный король | b2 белая ладья · a1 белая ладья · c1 белый король · g1 чёрный король | b2 белая ладья · a1 белая ладья · c1 белый король · g1 чёрный король | b2 белая ладья · a1 белая ладья · c1 белый король · g1 чёрный король | b2 белая ладья · a1 белая ладья · c1 белый король · g1 чёрный король | b2 белая ладья · a1 белая ладья · c1 белый король · g1 чёрный король | 7 |
| 6 | b2 белая ладья · a1 белая ладья · c1 белый король · g1 чёрный король | b2 белая ладья · a1 белая ладья · c1 белый король · g1 чёрный король | b2 белая ладья · a1 белая ладья · c1 белый король · g1 чёрный король | b2 белая ладья · a1 белая ладья · c1 белый король · g1 чёрный король | b2 белая ладья · a1 белая ладья · c1 белый король · g1 чёрный король | b2 белая ладья · a1 белая ладья · c1 белый король · g1 чёрный король | b2 белая ладья · a1 белая ладья · c1 белый король · g1 чёрный король | b2 белая ладья · a1 белая ладья · c1 белый король · g1 чёрный король | 6 |
| 5 | b2 белая ладья · a1 белая ладья · c1 белый король · g1 чёрный король | b2 белая ладья · a1 белая ладья · c1 белый король · g1 чёрный король | b2 белая ладья · a1 белая ладья · c1 белый король · g1 чёрный король | b2 белая ладья · a1 белая ладья · c1 белый король · g1 чёрный король | b2 белая ладья · a1 белая ладья · c1 белый король · g1 чёрный король | b2 белая ладья · a1 белая ладья · c1 белый король · g1 чёрный король | b2 белая ладья · a1 белая ладья · c1 белый король · g1 чёрный король | b2 белая ладья · a1 белая ладья · c1 белый король · g1 чёрный король | 5 |
| 4 | b2 белая ладья · a1 белая ладья · c1 белый король · g1 чёрный король | b2 белая ладья · a1 белая ладья · c1 белый король · g1 чёрный король | b2 белая ладья · a1 белая ладья · c1 белый король · g1 чёрный король | b2 белая ладья · a1 белая ладья · c1 белый король · g1 чёрный король | b2 белая ладья · a1 белая ладья · c1 белый король · g1 чёрный король | b2 белая ладья · a1 белая ладья · c1 белый король · g1 чёрный король | b2 белая ладья · a1 белая ладья · c1 белый король · g1 чёрный король | b2 белая ладья · a1 белая ладья · c1 белый король · g1 чёрный король | 4 |
| 3 | b2 белая ладья · a1 белая ладья · c1 белый король · g1 чёрный король | b2 белая ладья · a1 белая ладья · c1 белый король · g1 чёрный король | b2 белая ладья · a1 белая ладья · c1 белый король · g1 чёрный король | b2 белая ладья · a1 белая ладья · c1 белый король · g1 чёрный король | b2 белая ладья · a1 белая ладья · c1 белый король · g1 чёрный король | b2 белая ладья · a1 белая ладья · c1 белый король · g1 чёрный король | b2 белая ладья · a1 белая ладья · c1 белый король · g1 чёрный король | b2 белая ладья · a1 белая ладья · c1 белый король · g1 чёрный король | 3 |
| 2 | b2 белая ладья · a1 белая ладья · c1 белый король · g1 чёрный король | b2 белая ладья · a1 белая ладья · c1 белый король · g1 чёрный король | b2 белая ладья · a1 белая ладья · c1 белый король · g1 чёрный король | b2 белая ладья · a1 белая ладья · c1 белый король · g1 чёрный король | b2 белая ладья · a1 белая ладья · c1 белый король · g1 чёрный король | b2 белая ладья · a1 белая ладья · c1 белый король · g1 чёрный король | b2 белая ладья · a1 белая ладья · c1 белый король · g1 чёрный король | b2 белая ладья · a1 белая ладья · c1 белый король · g1 чёрный король | 2 |
| 1 | b2 белая ладья · a1 белая ладья · c1 белый король · g1 чёрный король | b2 белая ладья · a1 белая ладья · c1 белый король · g1 чёрный король | b2 белая ладья · a1 белая ладья · c1 белый король · g1 чёрный король | b2 белая ладья · a1 белая ладья · c1 белый король · g1 чёрный король | b2 белая ладья · a1 белая ладья · c1 белый король · g1 чёрный король | b2 белая ладья · a1 белая ладья · c1 белый король · g1 чёрный король | b2 белая ладья · a1 белая ладья · c1 белый король · g1 чёрный король | b2 белая ладья · a1 белая ладья · c1 белый король · g1 чёрный король | 1 |
|   | a                                                                    | b                                                                    | c                                                                    | d                                                                    | e                                                                    | f                                                                    | g                                                                    | h                                                                    |   |

В шахматной терминологии нет понятия «полхода», однако, шуточно его можно применить к ходам, которые осуществляются в два этапа: превращение пешки, взятие (в том числе взятие на проходе) и рокировка. В последнем случае это:
1. пойти королём на два поля в сторону ладьи,
2. затем переставить ладью на поле, которое пересёк король.

Зная это, легко осуществить примерный «мат в полхода» на диаграмме. Делая длинную рокировку, белые уже пошли королём на с1 (сделали первые «полхода»). Осталось передвинуть ладью с а1 на d1 и объявить мат.

#### Мат в четверть хода
|   | a                                  | b                                  | c                                  | d                                  | e                                  | f                                  | g                                  | h                                  |   |
| - | ---------------------------------- | ---------------------------------- | ---------------------------------- | ---------------------------------- | ---------------------------------- | ---------------------------------- | ---------------------------------- | ---------------------------------- | - |
| 8 | a8 чёрный король · c7 белый король | a8 чёрный король · c7 белый король | a8 чёрный король · c7 белый король | a8 чёрный король · c7 белый король | a8 чёрный король · c7 белый король | a8 чёрный король · c7 белый король | a8 чёрный король · c7 белый король | a8 чёрный король · c7 белый король | 8 |
| 7 | a8 чёрный король · c7 белый король | a8 чёрный король · c7 белый король | a8 чёрный король · c7 белый король | a8 чёрный король · c7 белый король | a8 чёрный король · c7 белый король | a8 чёрный король · c7 белый король | a8 чёрный король · c7 белый король | a8 чёрный король · c7 белый король | 7 |
| 6 | a8 чёрный король · c7 белый король | a8 чёрный король · c7 белый король | a8 чёрный король · c7 белый король | a8 чёрный король · c7 белый король | a8 чёрный король · c7 белый король | a8 чёрный король · c7 белый король | a8 чёрный король · c7 белый король | a8 чёрный король · c7 белый король | 6 |
| 5 | a8 чёрный король · c7 белый король | a8 чёрный король · c7 белый король | a8 чёрный король · c7 белый король | a8 чёрный король · c7 белый король | a8 чёрный король · c7 белый король | a8 чёрный король · c7 белый король | a8 чёрный король · c7 белый король | a8 чёрный король · c7 белый король | 5 |
| 4 | a8 чёрный король · c7 белый король | a8 чёрный король · c7 белый король | a8 чёрный король · c7 белый король | a8 чёрный король · c7 белый король | a8 чёрный король · c7 белый король | a8 чёрный король · c7 белый король | a8 чёрный король · c7 белый король | a8 чёрный король · c7 белый король | 4 |
| 3 | a8 чёрный король · c7 белый король | a8 чёрный король · c7 белый король | a8 чёрный король · c7 белый король | a8 чёрный король · c7 белый король | a8 чёрный король · c7 белый король | a8 чёрный король · c7 белый король | a8 чёрный король · c7 белый король | a8 чёрный король · c7 белый король | 3 |
| 2 | a8 чёрный король · c7 белый король | a8 чёрный король · c7 белый король | a8 чёрный король · c7 белый король | a8 чёрный король · c7 белый король | a8 чёрный король · c7 белый король | a8 чёрный король · c7 белый король | a8 чёрный король · c7 белый король | a8 чёрный король · c7 белый король | 2 |
| 1 | a8 чёрный король · c7 белый король | a8 чёрный король · c7 белый король | a8 чёрный король · c7 белый король | a8 чёрный король · c7 белый король | a8 чёрный король · c7 белый король | a8 чёрный король · c7 белый король | a8 чёрный король · c7 белый король | a8 чёрный король · c7 белый король | 1 |
|   | a                                  | b                                  | c                                  | d                                  | e                                  | f                                  | g                                  | h                                  |   |

Решение: поставить белого ферзя на b8#
Полный ход: 1.ab8Ф# состоит из четырёх частей. Сначала был снят чёрный ферзь, конь или ладья с b8 (1/4), затем пешка а7 переставлена на b8 (2/4), затем с доски убрана превращающаяся белая пешка (3/4). Таким образом получилась начальная позиция задачи с белым королём с7 и чёрным королём а8. Наконец, вместо пешки на b8 появляется белый ферзь и объявляет мат чёрному королю.

### Особая интерпретация правил

#### Превращение пешки
|   | a | b | c | d | e | f | g | h |   |
| - | --- | --- | --- | --- | --- | --- | --- | --- | - |
| 8 | e7 белая пешка · g7 белый ферзь · c6 белая пешка · g3 белая пешка · h3 чёрный король · f2 белая пешка · h1 белый король | e7 белая пешка · g7 белый ферзь · c6 белая пешка · g3 белая пешка · h3 чёрный король · f2 белая пешка · h1 белый король | e7 белая пешка · g7 белый ферзь · c6 белая пешка · g3 белая пешка · h3 чёрный король · f2 белая пешка · h1 белый король | e7 белая пешка · g7 белый ферзь · c6 белая пешка · g3 белая пешка · h3 чёрный король · f2 белая пешка · h1 белый король | e7 белая пешка · g7 белый ферзь · c6 белая пешка · g3 белая пешка · h3 чёрный король · f2 белая пешка · h1 белый король | e7 белая пешка · g7 белый ферзь · c6 белая пешка · g3 белая пешка · h3 чёрный король · f2 белая пешка · h1 белый король | e7 белая пешка · g7 белый ферзь · c6 белая пешка · g3 белая пешка · h3 чёрный король · f2 белая пешка · h1 белый король | e7 белая пешка · g7 белый ферзь · c6 белая пешка · g3 белая пешка · h3 чёрный король · f2 белая пешка · h1 белый король | 8 |
| 7 | e7 белая пешка · g7 белый ферзь · c6 белая пешка · g3 белая пешка · h3 чёрный король · f2 белая пешка · h1 белый король | e7 белая пешка · g7 белый ферзь · c6 белая пешка · g3 белая пешка · h3 чёрный король · f2 белая пешка · h1 белый король | e7 белая пешка · g7 белый ферзь · c6 белая пешка · g3 белая пешка · h3 чёрный король · f2 белая пешка · h1 белый король | e7 белая пешка · g7 белый ферзь · c6 белая пешка · g3 белая пешка · h3 чёрный король · f2 белая пешка · h1 белый король | e7 белая пешка · g7 белый ферзь · c6 белая пешка · g3 белая пешка · h3 чёрный король · f2 белая пешка · h1 белый король | e7 белая пешка · g7 белый ферзь · c6 белая пешка · g3 белая пешка · h3 чёрный король · f2 белая пешка · h1 белый король | e7 белая пешка · g7 белый ферзь · c6 белая пешка · g3 белая пешка · h3 чёрный король · f2 белая пешка · h1 белый король | e7 белая пешка · g7 белый ферзь · c6 белая пешка · g3 белая пешка · h3 чёрный король · f2 белая пешка · h1 белый король | 7 |
| 6 | e7 белая пешка · g7 белый ферзь · c6 белая пешка · g3 белая пешка · h3 чёрный король · f2 белая пешка · h1 белый король | e7 белая пешка · g7 белый ферзь · c6 белая пешка · g3 белая пешка · h3 чёрный король · f2 белая пешка · h1 белый король | e7 белая пешка · g7 белый ферзь · c6 белая пешка · g3 белая пешка · h3 чёрный король · f2 белая пешка · h1 белый король | e7 белая пешка · g7 белый ферзь · c6 белая пешка · g3 белая пешка · h3 чёрный король · f2 белая пешка · h1 белый король | e7 белая пешка · g7 белый ферзь · c6 белая пешка · g3 белая пешка · h3 чёрный король · f2 белая пешка · h1 белый король | e7 белая пешка · g7 белый ферзь · c6 белая пешка · g3 белая пешка · h3 чёрный король · f2 белая пешка · h1 белый король | e7 белая пешка · g7 белый ферзь · c6 белая пешка · g3 белая пешка · h3 чёрный король · f2 белая пешка · h1 белый король | e7 белая пешка · g7 белый ферзь · c6 белая пешка · g3 белая пешка · h3 чёрный король · f2 белая пешка · h1 белый король | 6 |
| 5 | e7 белая пешка · g7 белый ферзь · c6 белая пешка · g3 белая пешка · h3 чёрный король · f2 белая пешка · h1 белый король | e7 белая пешка · g7 белый ферзь · c6 белая пешка · g3 белая пешка · h3 чёрный король · f2 белая пешка · h1 белый король | e7 белая пешка · g7 белый ферзь · c6 белая пешка · g3 белая пешка · h3 чёрный король · f2 белая пешка · h1 белый король | e7 белая пешка · g7 белый ферзь · c6 белая пешка · g3 белая пешка · h3 чёрный король · f2 белая пешка · h1 белый король | e7 белая пешка · g7 белый ферзь · c6 белая пешка · g3 белая пешка · h3 чёрный король · f2 белая пешка · h1 белый король | e7 белая пешка · g7 белый ферзь · c6 белая пешка · g3 белая пешка · h3 чёрный король · f2 белая пешка · h1 белый король | e7 белая пешка · g7 белый ферзь · c6 белая пешка · g3 белая пешка · h3 чёрный король · f2 белая пешка · h1 белый король | e7 белая пешка · g7 белый ферзь · c6 белая пешка · g3 белая пешка · h3 чёрный король · f2 белая пешка · h1 белый король | 5 |
| 4 | e7 белая пешка · g7 белый ферзь · c6 белая пешка · g3 белая пешка · h3 чёрный король · f2 белая пешка · h1 белый король | e7 белая пешка · g7 белый ферзь · c6 белая пешка · g3 белая пешка · h3 чёрный король · f2 белая пешка · h1 белый король | e7 белая пешка · g7 белый ферзь · c6 белая пешка · g3 белая пешка · h3 чёрный король · f2 белая пешка · h1 белый король | e7 белая пешка · g7 белый ферзь · c6 белая пешка · g3 белая пешка · h3 чёрный король · f2 белая пешка · h1 белый король | e7 белая пешка · g7 белый ферзь · c6 белая пешка · g3 белая пешка · h3 чёрный король · f2 белая пешка · h1 белый король | e7 белая пешка · g7 белый ферзь · c6 белая пешка · g3 белая пешка · h3 чёрный король · f2 белая пешка · h1 белый король | e7 белая пешка · g7 белый ферзь · c6 белая пешка · g3 белая пешка · h3 чёрный король · f2 белая пешка · h1 белый король | e7 белая пешка · g7 белый ферзь · c6 белая пешка · g3 белая пешка · h3 чёрный король · f2 белая пешка · h1 белый король | 4 |
| 3 | e7 белая пешка · g7 белый ферзь · c6 белая пешка · g3 белая пешка · h3 чёрный король · f2 белая пешка · h1 белый король | e7 белая пешка · g7 белый ферзь · c6 белая пешка · g3 белая пешка · h3 чёрный король · f2 белая пешка · h1 белый король | e7 белая пешка · g7 белый ферзь · c6 белая пешка · g3 белая пешка · h3 чёрный король · f2 белая пешка · h1 белый король | e7 белая пешка · g7 белый ферзь · c6 белая пешка · g3 белая пешка · h3 чёрный король · f2 белая пешка · h1 белый король | e7 белая пешка · g7 белый ферзь · c6 белая пешка · g3 белая пешка · h3 чёрный король · f2 белая пешка · h1 белый король | e7 белая пешка · g7 белый ферзь · c6 белая пешка · g3 белая пешка · h3 чёрный король · f2 белая пешка · h1 белый король | e7 белая пешка · g7 белый ферзь · c6 белая пешка · g3 белая пешка · h3 чёрный король · f2 белая пешка · h1 белый король | e7 белая пешка · g7 белый ферзь · c6 белая пешка · g3 белая пешка · h3 чёрный король · f2 белая пешка · h1 белый король | 3 |
| 2 | e7 белая пешка · g7 белый ферзь · c6 белая пешка · g3 белая пешка · h3 чёрный король · f2 белая пешка · h1 белый король | e7 белая пешка · g7 белый ферзь · c6 белая пешка · g3 белая пешка · h3 чёрный король · f2 белая пешка · h1 белый король | e7 белая пешка · g7 белый ферзь · c6 белая пешка · g3 белая пешка · h3 чёрный король · f2 белая пешка · h1 белый король | e7 белая пешка · g7 белый ферзь · c6 белая пешка · g3 белая пешка · h3 чёрный король · f2 белая пешка · h1 белый король | e7 белая пешка · g7 белый ферзь · c6 белая пешка · g3 белая пешка · h3 чёрный король · f2 белая пешка · h1 белый король | e7 белая пешка · g7 белый ферзь · c6 белая пешка · g3 белая пешка · h3 чёрный король · f2 белая пешка · h1 белый король | e7 белая пешка · g7 белый ферзь · c6 белая пешка · g3 белая пешка · h3 чёрный король · f2 белая пешка · h1 белый король | e7 белая пешка · g7 белый ферзь · c6 белая пешка · g3 белая пешка · h3 чёрный король · f2 белая пешка · h1 белый король | 2 |
| 1 | e7 белая пешка · g7 белый ферзь · c6 белая пешка · g3 белая пешка · h3 чёрный король · f2 белая пешка · h1 белый король | e7 белая пешка · g7 белый ферзь · c6 белая пешка · g3 белая пешка · h3 чёрный король · f2 белая пешка · h1 белый король | e7 белая пешка · g7 белый ферзь · c6 белая пешка · g3 белая пешка · h3 чёрный король · f2 белая пешка · h1 белый король | e7 белая пешка · g7 белый ферзь · c6 белая пешка · g3 белая пешка · h3 чёрный король · f2 белая пешка · h1 белый король | e7 белая пешка · g7 белый ферзь · c6 белая пешка · g3 белая пешка · h3 чёрный король · f2 белая пешка · h1 белый король | e7 белая пешка · g7 белый ферзь · c6 белая пешка · g3 белая пешка · h3 чёрный король · f2 белая пешка · h1 белый король | e7 белая пешка · g7 белый ферзь · c6 белая пешка · g3 белая пешка · h3 чёрный король · f2 белая пешка · h1 белый король | e7 белая пешка · g7 белый ферзь · c6 белая пешка · g3 белая пешка · h3 чёрный король · f2 белая пешка · h1 белый король | 1 |
|   | a | b | c | d | e | f | g | h |   |

В ранних шахматных кодексах правило превращения пешки, достигшей последней горизонтали, формулировалось нечётко. Пешка могла быть заменена любой фигурой, в том числе противоположного цвета.
На диаграмме чёрный король находится в патовом положении. Чтобы поставить ему мат в 2 хода, необходимо или выпустить его, или поставить на доску новую чёрную фигуру.
1.е8чКр!
У чёрных появляется новый король и возможность сделать ход.
1…Kpd8  2.Фd7##
Ферзь белых даёт мат одновременно обоим королям. При этом оба мата правильные.

#### Рокировка
|   | a | b | c | d | e | f | g | h |   |
| - | --- | --- | --- | --- | --- | --- | --- | --- | - |
| 8 | e6 белая пешка · d5 чёрная пешка · c4 чёрная пешка · g4 чёрная пешка · b3 чёрная пешка · c3 белая пешка · e3 чёрный король · f3 белая пешка · g3 белая пешка · h3 чёрная пешка · b2 белая пешка · h2 белая пешка · a1 белая ладья · e1 белый король · h1 белая ладья | e6 белая пешка · d5 чёрная пешка · c4 чёрная пешка · g4 чёрная пешка · b3 чёрная пешка · c3 белая пешка · e3 чёрный король · f3 белая пешка · g3 белая пешка · h3 чёрная пешка · b2 белая пешка · h2 белая пешка · a1 белая ладья · e1 белый король · h1 белая ладья | e6 белая пешка · d5 чёрная пешка · c4 чёрная пешка · g4 чёрная пешка · b3 чёрная пешка · c3 белая пешка · e3 чёрный король · f3 белая пешка · g3 белая пешка · h3 чёрная пешка · b2 белая пешка · h2 белая пешка · a1 белая ладья · e1 белый король · h1 белая ладья | e6 белая пешка · d5 чёрная пешка · c4 чёрная пешка · g4 чёрная пешка · b3 чёрная пешка · c3 белая пешка · e3 чёрный король · f3 белая пешка · g3 белая пешка · h3 чёрная пешка · b2 белая пешка · h2 белая пешка · a1 белая ладья · e1 белый король · h1 белая ладья | e6 белая пешка · d5 чёрная пешка · c4 чёрная пешка · g4 чёрная пешка · b3 чёрная пешка · c3 белая пешка · e3 чёрный король · f3 белая пешка · g3 белая пешка · h3 чёрная пешка · b2 белая пешка · h2 белая пешка · a1 белая ладья · e1 белый король · h1 белая ладья | e6 белая пешка · d5 чёрная пешка · c4 чёрная пешка · g4 чёрная пешка · b3 чёрная пешка · c3 белая пешка · e3 чёрный король · f3 белая пешка · g3 белая пешка · h3 чёрная пешка · b2 белая пешка · h2 белая пешка · a1 белая ладья · e1 белый король · h1 белая ладья | e6 белая пешка · d5 чёрная пешка · c4 чёрная пешка · g4 чёрная пешка · b3 чёрная пешка · c3 белая пешка · e3 чёрный король · f3 белая пешка · g3 белая пешка · h3 чёрная пешка · b2 белая пешка · h2 белая пешка · a1 белая ладья · e1 белый король · h1 белая ладья | e6 белая пешка · d5 чёрная пешка · c4 чёрная пешка · g4 чёрная пешка · b3 чёрная пешка · c3 белая пешка · e3 чёрный король · f3 белая пешка · g3 белая пешка · h3 чёрная пешка · b2 белая пешка · h2 белая пешка · a1 белая ладья · e1 белый король · h1 белая ладья | 8 |
| 7 | e6 белая пешка · d5 чёрная пешка · c4 чёрная пешка · g4 чёрная пешка · b3 чёрная пешка · c3 белая пешка · e3 чёрный король · f3 белая пешка · g3 белая пешка · h3 чёрная пешка · b2 белая пешка · h2 белая пешка · a1 белая ладья · e1 белый король · h1 белая ладья | e6 белая пешка · d5 чёрная пешка · c4 чёрная пешка · g4 чёрная пешка · b3 чёрная пешка · c3 белая пешка · e3 чёрный король · f3 белая пешка · g3 белая пешка · h3 чёрная пешка · b2 белая пешка · h2 белая пешка · a1 белая ладья · e1 белый король · h1 белая ладья | e6 белая пешка · d5 чёрная пешка · c4 чёрная пешка · g4 чёрная пешка · b3 чёрная пешка · c3 белая пешка · e3 чёрный король · f3 белая пешка · g3 белая пешка · h3 чёрная пешка · b2 белая пешка · h2 белая пешка · a1 белая ладья · e1 белый король · h1 белая ладья | e6 белая пешка · d5 чёрная пешка · c4 чёрная пешка · g4 чёрная пешка · b3 чёрная пешка · c3 белая пешка · e3 чёрный король · f3 белая пешка · g3 белая пешка · h3 чёрная пешка · b2 белая пешка · h2 белая пешка · a1 белая ладья · e1 белый король · h1 белая ладья | e6 белая пешка · d5 чёрная пешка · c4 чёрная пешка · g4 чёрная пешка · b3 чёрная пешка · c3 белая пешка · e3 чёрный король · f3 белая пешка · g3 белая пешка · h3 чёрная пешка · b2 белая пешка · h2 белая пешка · a1 белая ладья · e1 белый король · h1 белая ладья | e6 белая пешка · d5 чёрная пешка · c4 чёрная пешка · g4 чёрная пешка · b3 чёрная пешка · c3 белая пешка · e3 чёрный король · f3 белая пешка · g3 белая пешка · h3 чёрная пешка · b2 белая пешка · h2 белая пешка · a1 белая ладья · e1 белый король · h1 белая ладья | e6 белая пешка · d5 чёрная пешка · c4 чёрная пешка · g4 чёрная пешка · b3 чёрная пешка · c3 белая пешка · e3 чёрный король · f3 белая пешка · g3 белая пешка · h3 чёрная пешка · b2 белая пешка · h2 белая пешка · a1 белая ладья · e1 белый король · h1 белая ладья | e6 белая пешка · d5 чёрная пешка · c4 чёрная пешка · g4 чёрная пешка · b3 чёрная пешка · c3 белая пешка · e3 чёрный король · f3 белая пешка · g3 белая пешка · h3 чёрная пешка · b2 белая пешка · h2 белая пешка · a1 белая ладья · e1 белый король · h1 белая ладья | 7 |
| 6 | e6 белая пешка · d5 чёрная пешка · c4 чёрная пешка · g4 чёрная пешка · b3 чёрная пешка · c3 белая пешка · e3 чёрный король · f3 белая пешка · g3 белая пешка · h3 чёрная пешка · b2 белая пешка · h2 белая пешка · a1 белая ладья · e1 белый король · h1 белая ладья | e6 белая пешка · d5 чёрная пешка · c4 чёрная пешка · g4 чёрная пешка · b3 чёрная пешка · c3 белая пешка · e3 чёрный король · f3 белая пешка · g3 белая пешка · h3 чёрная пешка · b2 белая пешка · h2 белая пешка · a1 белая ладья · e1 белый король · h1 белая ладья | e6 белая пешка · d5 чёрная пешка · c4 чёрная пешка · g4 чёрная пешка · b3 чёрная пешка · c3 белая пешка · e3 чёрный король · f3 белая пешка · g3 белая пешка · h3 чёрная пешка · b2 белая пешка · h2 белая пешка · a1 белая ладья · e1 белый король · h1 белая ладья | e6 белая пешка · d5 чёрная пешка · c4 чёрная пешка · g4 чёрная пешка · b3 чёрная пешка · c3 белая пешка · e3 чёрный король · f3 белая пешка · g3 белая пешка · h3 чёрная пешка · b2 белая пешка · h2 белая пешка · a1 белая ладья · e1 белый король · h1 белая ладья | e6 белая пешка · d5 чёрная пешка · c4 чёрная пешка · g4 чёрная пешка · b3 чёрная пешка · c3 белая пешка · e3 чёрный король · f3 белая пешка · g3 белая пешка · h3 чёрная пешка · b2 белая пешка · h2 белая пешка · a1 белая ладья · e1 белый король · h1 белая ладья | e6 белая пешка · d5 чёрная пешка · c4 чёрная пешка · g4 чёрная пешка · b3 чёрная пешка · c3 белая пешка · e3 чёрный король · f3 белая пешка · g3 белая пешка · h3 чёрная пешка · b2 белая пешка · h2 белая пешка · a1 белая ладья · e1 белый король · h1 белая ладья | e6 белая пешка · d5 чёрная пешка · c4 чёрная пешка · g4 чёрная пешка · b3 чёрная пешка · c3 белая пешка · e3 чёрный король · f3 белая пешка · g3 белая пешка · h3 чёрная пешка · b2 белая пешка · h2 белая пешка · a1 белая ладья · e1 белый король · h1 белая ладья | e6 белая пешка · d5 чёрная пешка · c4 чёрная пешка · g4 чёрная пешка · b3 чёрная пешка · c3 белая пешка · e3 чёрный король · f3 белая пешка · g3 белая пешка · h3 чёрная пешка · b2 белая пешка · h2 белая пешка · a1 белая ладья · e1 белый король · h1 белая ладья | 6 |
| 5 | e6 белая пешка · d5 чёрная пешка · c4 чёрная пешка · g4 чёрная пешка · b3 чёрная пешка · c3 белая пешка · e3 чёрный король · f3 белая пешка · g3 белая пешка · h3 чёрная пешка · b2 белая пешка · h2 белая пешка · a1 белая ладья · e1 белый король · h1 белая ладья | e6 белая пешка · d5 чёрная пешка · c4 чёрная пешка · g4 чёрная пешка · b3 чёрная пешка · c3 белая пешка · e3 чёрный король · f3 белая пешка · g3 белая пешка · h3 чёрная пешка · b2 белая пешка · h2 белая пешка · a1 белая ладья · e1 белый король · h1 белая ладья | e6 белая пешка · d5 чёрная пешка · c4 чёрная пешка · g4 чёрная пешка · b3 чёрная пешка · c3 белая пешка · e3 чёрный король · f3 белая пешка · g3 белая пешка · h3 чёрная пешка · b2 белая пешка · h2 белая пешка · a1 белая ладья · e1 белый король · h1 белая ладья | e6 белая пешка · d5 чёрная пешка · c4 чёрная пешка · g4 чёрная пешка · b3 чёрная пешка · c3 белая пешка · e3 чёрный король · f3 белая пешка · g3 белая пешка · h3 чёрная пешка · b2 белая пешка · h2 белая пешка · a1 белая ладья · e1 белый король · h1 белая ладья | e6 белая пешка · d5 чёрная пешка · c4 чёрная пешка · g4 чёрная пешка · b3 чёрная пешка · c3 белая пешка · e3 чёрный король · f3 белая пешка · g3 белая пешка · h3 чёрная пешка · b2 белая пешка · h2 белая пешка · a1 белая ладья · e1 белый король · h1 белая ладья | e6 белая пешка · d5 чёрная пешка · c4 чёрная пешка · g4 чёрная пешка · b3 чёрная пешка · c3 белая пешка · e3 чёрный король · f3 белая пешка · g3 белая пешка · h3 чёрная пешка · b2 белая пешка · h2 белая пешка · a1 белая ладья · e1 белый король · h1 белая ладья | e6 белая пешка · d5 чёрная пешка · c4 чёрная пешка · g4 чёрная пешка · b3 чёрная пешка · c3 белая пешка · e3 чёрный король · f3 белая пешка · g3 белая пешка · h3 чёрная пешка · b2 белая пешка · h2 белая пешка · a1 белая ладья · e1 белый король · h1 белая ладья | e6 белая пешка · d5 чёрная пешка · c4 чёрная пешка · g4 чёрная пешка · b3 чёрная пешка · c3 белая пешка · e3 чёрный король · f3 белая пешка · g3 белая пешка · h3 чёрная пешка · b2 белая пешка · h2 белая пешка · a1 белая ладья · e1 белый король · h1 белая ладья | 5 |
| 4 | e6 белая пешка · d5 чёрная пешка · c4 чёрная пешка · g4 чёрная пешка · b3 чёрная пешка · c3 белая пешка · e3 чёрный король · f3 белая пешка · g3 белая пешка · h3 чёрная пешка · b2 белая пешка · h2 белая пешка · a1 белая ладья · e1 белый король · h1 белая ладья | e6 белая пешка · d5 чёрная пешка · c4 чёрная пешка · g4 чёрная пешка · b3 чёрная пешка · c3 белая пешка · e3 чёрный король · f3 белая пешка · g3 белая пешка · h3 чёрная пешка · b2 белая пешка · h2 белая пешка · a1 белая ладья · e1 белый король · h1 белая ладья | e6 белая пешка · d5 чёрная пешка · c4 чёрная пешка · g4 чёрная пешка · b3 чёрная пешка · c3 белая пешка · e3 чёрный король · f3 белая пешка · g3 белая пешка · h3 чёрная пешка · b2 белая пешка · h2 белая пешка · a1 белая ладья · e1 белый король · h1 белая ладья | e6 белая пешка · d5 чёрная пешка · c4 чёрная пешка · g4 чёрная пешка · b3 чёрная пешка · c3 белая пешка · e3 чёрный король · f3 белая пешка · g3 белая пешка · h3 чёрная пешка · b2 белая пешка · h2 белая пешка · a1 белая ладья · e1 белый король · h1 белая ладья | e6 белая пешка · d5 чёрная пешка · c4 чёрная пешка · g4 чёрная пешка · b3 чёрная пешка · c3 белая пешка · e3 чёрный король · f3 белая пешка · g3 белая пешка · h3 чёрная пешка · b2 белая пешка · h2 белая пешка · a1 белая ладья · e1 белый король · h1 белая ладья | e6 белая пешка · d5 чёрная пешка · c4 чёрная пешка · g4 чёрная пешка · b3 чёрная пешка · c3 белая пешка · e3 чёрный король · f3 белая пешка · g3 белая пешка · h3 чёрная пешка · b2 белая пешка · h2 белая пешка · a1 белая ладья · e1 белый король · h1 белая ладья | e6 белая пешка · d5 чёрная пешка · c4 чёрная пешка · g4 чёрная пешка · b3 чёрная пешка · c3 белая пешка · e3 чёрный король · f3 белая пешка · g3 белая пешка · h3 чёрная пешка · b2 белая пешка · h2 белая пешка · a1 белая ладья · e1 белый король · h1 белая ладья | e6 белая пешка · d5 чёрная пешка · c4 чёрная пешка · g4 чёрная пешка · b3 чёрная пешка · c3 белая пешка · e3 чёрный король · f3 белая пешка · g3 белая пешка · h3 чёрная пешка · b2 белая пешка · h2 белая пешка · a1 белая ладья · e1 белый король · h1 белая ладья | 4 |
| 3 | e6 белая пешка · d5 чёрная пешка · c4 чёрная пешка · g4 чёрная пешка · b3 чёрная пешка · c3 белая пешка · e3 чёрный король · f3 белая пешка · g3 белая пешка · h3 чёрная пешка · b2 белая пешка · h2 белая пешка · a1 белая ладья · e1 белый король · h1 белая ладья | e6 белая пешка · d5 чёрная пешка · c4 чёрная пешка · g4 чёрная пешка · b3 чёрная пешка · c3 белая пешка · e3 чёрный король · f3 белая пешка · g3 белая пешка · h3 чёрная пешка · b2 белая пешка · h2 белая пешка · a1 белая ладья · e1 белый король · h1 белая ладья | e6 белая пешка · d5 чёрная пешка · c4 чёрная пешка · g4 чёрная пешка · b3 чёрная пешка · c3 белая пешка · e3 чёрный король · f3 белая пешка · g3 белая пешка · h3 чёрная пешка · b2 белая пешка · h2 белая пешка · a1 белая ладья · e1 белый король · h1 белая ладья | e6 белая пешка · d5 чёрная пешка · c4 чёрная пешка · g4 чёрная пешка · b3 чёрная пешка · c3 белая пешка · e3 чёрный король · f3 белая пешка · g3 белая пешка · h3 чёрная пешка · b2 белая пешка · h2 белая пешка · a1 белая ладья · e1 белый король · h1 белая ладья | e6 белая пешка · d5 чёрная пешка · c4 чёрная пешка · g4 чёрная пешка · b3 чёрная пешка · c3 белая пешка · e3 чёрный король · f3 белая пешка · g3 белая пешка · h3 чёрная пешка · b2 белая пешка · h2 белая пешка · a1 белая ладья · e1 белый король · h1 белая ладья | e6 белая пешка · d5 чёрная пешка · c4 чёрная пешка · g4 чёрная пешка · b3 чёрная пешка · c3 белая пешка · e3 чёрный король · f3 белая пешка · g3 белая пешка · h3 чёрная пешка · b2 белая пешка · h2 белая пешка · a1 белая ладья · e1 белый король · h1 белая ладья | e6 белая пешка · d5 чёрная пешка · c4 чёрная пешка · g4 чёрная пешка · b3 чёрная пешка · c3 белая пешка · e3 чёрный король · f3 белая пешка · g3 белая пешка · h3 чёрная пешка · b2 белая пешка · h2 белая пешка · a1 белая ладья · e1 белый король · h1 белая ладья | e6 белая пешка · d5 чёрная пешка · c4 чёрная пешка · g4 чёрная пешка · b3 чёрная пешка · c3 белая пешка · e3 чёрный король · f3 белая пешка · g3 белая пешка · h3 чёрная пешка · b2 белая пешка · h2 белая пешка · a1 белая ладья · e1 белый король · h1 белая ладья | 3 |
| 2 | e6 белая пешка · d5 чёрная пешка · c4 чёрная пешка · g4 чёрная пешка · b3 чёрная пешка · c3 белая пешка · e3 чёрный король · f3 белая пешка · g3 белая пешка · h3 чёрная пешка · b2 белая пешка · h2 белая пешка · a1 белая ладья · e1 белый король · h1 белая ладья | e6 белая пешка · d5 чёрная пешка · c4 чёрная пешка · g4 чёрная пешка · b3 чёрная пешка · c3 белая пешка · e3 чёрный король · f3 белая пешка · g3 белая пешка · h3 чёрная пешка · b2 белая пешка · h2 белая пешка · a1 белая ладья · e1 белый король · h1 белая ладья | e6 белая пешка · d5 чёрная пешка · c4 чёрная пешка · g4 чёрная пешка · b3 чёрная пешка · c3 белая пешка · e3 чёрный король · f3 белая пешка · g3 белая пешка · h3 чёрная пешка · b2 белая пешка · h2 белая пешка · a1 белая ладья · e1 белый король · h1 белая ладья | e6 белая пешка · d5 чёрная пешка · c4 чёрная пешка · g4 чёрная пешка · b3 чёрная пешка · c3 белая пешка · e3 чёрный король · f3 белая пешка · g3 белая пешка · h3 чёрная пешка · b2 белая пешка · h2 белая пешка · a1 белая ладья · e1 белый король · h1 белая ладья | e6 белая пешка · d5 чёрная пешка · c4 чёрная пешка · g4 чёрная пешка · b3 чёрная пешка · c3 белая пешка · e3 чёрный король · f3 белая пешка · g3 белая пешка · h3 чёрная пешка · b2 белая пешка · h2 белая пешка · a1 белая ладья · e1 белый король · h1 белая ладья | e6 белая пешка · d5 чёрная пешка · c4 чёрная пешка · g4 чёрная пешка · b3 чёрная пешка · c3 белая пешка · e3 чёрный король · f3 белая пешка · g3 белая пешка · h3 чёрная пешка · b2 белая пешка · h2 белая пешка · a1 белая ладья · e1 белый король · h1 белая ладья | e6 белая пешка · d5 чёрная пешка · c4 чёрная пешка · g4 чёрная пешка · b3 чёрная пешка · c3 белая пешка · e3 чёрный король · f3 белая пешка · g3 белая пешка · h3 чёрная пешка · b2 белая пешка · h2 белая пешка · a1 белая ладья · e1 белый король · h1 белая ладья | e6 белая пешка · d5 чёрная пешка · c4 чёрная пешка · g4 чёрная пешка · b3 чёрная пешка · c3 белая пешка · e3 чёрный король · f3 белая пешка · g3 белая пешка · h3 чёрная пешка · b2 белая пешка · h2 белая пешка · a1 белая ладья · e1 белый король · h1 белая ладья | 2 |
| 1 | e6 белая пешка · d5 чёрная пешка · c4 чёрная пешка · g4 чёрная пешка · b3 чёрная пешка · c3 белая пешка · e3 чёрный король · f3 белая пешка · g3 белая пешка · h3 чёрная пешка · b2 белая пешка · h2 белая пешка · a1 белая ладья · e1 белый король · h1 белая ладья | e6 белая пешка · d5 чёрная пешка · c4 чёрная пешка · g4 чёрная пешка · b3 чёрная пешка · c3 белая пешка · e3 чёрный король · f3 белая пешка · g3 белая пешка · h3 чёрная пешка · b2 белая пешка · h2 белая пешка · a1 белая ладья · e1 белый король · h1 белая ладья | e6 белая пешка · d5 чёрная пешка · c4 чёрная пешка · g4 чёрная пешка · b3 чёрная пешка · c3 белая пешка · e3 чёрный король · f3 белая пешка · g3 белая пешка · h3 чёрная пешка · b2 белая пешка · h2 белая пешка · a1 белая ладья · e1 белый король · h1 белая ладья | e6 белая пешка · d5 чёрная пешка · c4 чёрная пешка · g4 чёрная пешка · b3 чёрная пешка · c3 белая пешка · e3 чёрный король · f3 белая пешка · g3 белая пешка · h3 чёрная пешка · b2 белая пешка · h2 белая пешка · a1 белая ладья · e1 белый король · h1 белая ладья | e6 белая пешка · d5 чёрная пешка · c4 чёрная пешка · g4 чёрная пешка · b3 чёрная пешка · c3 белая пешка · e3 чёрный король · f3 белая пешка · g3 белая пешка · h3 чёрная пешка · b2 белая пешка · h2 белая пешка · a1 белая ладья · e1 белый король · h1 белая ладья | e6 белая пешка · d5 чёрная пешка · c4 чёрная пешка · g4 чёрная пешка · b3 чёрная пешка · c3 белая пешка · e3 чёрный король · f3 белая пешка · g3 белая пешка · h3 чёрная пешка · b2 белая пешка · h2 белая пешка · a1 белая ладья · e1 белый король · h1 белая ладья | e6 белая пешка · d5 чёрная пешка · c4 чёрная пешка · g4 чёрная пешка · b3 чёрная пешка · c3 белая пешка · e3 чёрный король · f3 белая пешка · g3 белая пешка · h3 чёрная пешка · b2 белая пешка · h2 белая пешка · a1 белая ладья · e1 белый король · h1 белая ладья | e6 белая пешка · d5 чёрная пешка · c4 чёрная пешка · g4 чёрная пешка · b3 чёрная пешка · c3 белая пешка · e3 чёрный король · f3 белая пешка · g3 белая пешка · h3 чёрная пешка · b2 белая пешка · h2 белая пешка · a1 белая ладья · e1 белый король · h1 белая ладья | 1 |
|   | a | b | c | d | e | f | g | h |   |

Особую интерпретацию правила рокировки использовал Тим Краббе.
1.e7

(1…Kpd3 2.e8Ф gxf3 3.0-0-0#)

1…Kpxf3 2.е8Л! Kpg2 (2…d4 3.0-0#)

Белые согласно условиям задачи должны следующим ходом поставить мат.

3.0-0-0-0#
И они это делают! Производится вертикальная рокировка с превращённой ладьей. Король становится на е3, а ладья е8 перемещается на е2 с матом. Формально для правил того времени такое возможно: в них не была указана необходимость именно горизонтальной рокировки. Остальные условия рокировки, в том числе то, что король и превращённая ладья не должны были двигаться, соблюдены. Позже FIDE внесла изменение в правила, требующее делать рокировку по горизонтали. 

### С нарушением правил

#### Невозможный мат
| c7            | d7             | e7               | f7             | g7 |
| c6            | d6             | e6               | f6             | g6 |
| c5 белый конь | d5 белая ладья | e5 чёрный король | f5 белая ладья | g5 |
| c4            | d4             | e4               | f4             | g4 |
| c3            | d3             | e3               | f3             | g3 |

Нахождение матовой конструкции, невозможной в шахматной игре — одна из разновидностей тематики задач-шуток. Ярким примером служит творчество Сэмюэля Лойда. Однажды в одной из шахматных колонок он объявил, что нашёл способ, с помощью которого конь и две ладьи могут поставить мат одинокому королю в центре доски. Поначалу читатели не поверили в это и были переубеждены, увидев его решение (см. диаграмму).
В шахматной игре такой мат не может иметь место, так как две ладьи за один ход не могут объявить одновременно два шаха королю с двух противоположных сторон.

#### Возвращение хода назад
|   | a                                                  | b                                                  | c                                                  | d                                                  | e                                                  | f                                                  | g                                                  | h                                                  |   |
| - | -------------------------------------------------- | -------------------------------------------------- | -------------------------------------------------- | -------------------------------------------------- | -------------------------------------------------- | -------------------------------------------------- | -------------------------------------------------- | -------------------------------------------------- | - |
| 8 | g8 белый конь · h8 чёрный король · g6 белый король | g8 белый конь · h8 чёрный король · g6 белый король | g8 белый конь · h8 чёрный король · g6 белый король | g8 белый конь · h8 чёрный король · g6 белый король | g8 белый конь · h8 чёрный король · g6 белый король | g8 белый конь · h8 чёрный король · g6 белый король | g8 белый конь · h8 чёрный король · g6 белый король | g8 белый конь · h8 чёрный король · g6 белый король | 8 |
| 7 | g8 белый конь · h8 чёрный король · g6 белый король | g8 белый конь · h8 чёрный король · g6 белый король | g8 белый конь · h8 чёрный король · g6 белый король | g8 белый конь · h8 чёрный король · g6 белый король | g8 белый конь · h8 чёрный король · g6 белый король | g8 белый конь · h8 чёрный король · g6 белый король | g8 белый конь · h8 чёрный король · g6 белый король | g8 белый конь · h8 чёрный король · g6 белый король | 7 |
| 6 | g8 белый конь · h8 чёрный король · g6 белый король | g8 белый конь · h8 чёрный король · g6 белый король | g8 белый конь · h8 чёрный король · g6 белый король | g8 белый конь · h8 чёрный король · g6 белый король | g8 белый конь · h8 чёрный король · g6 белый король | g8 белый конь · h8 чёрный король · g6 белый король | g8 белый конь · h8 чёрный король · g6 белый король | g8 белый конь · h8 чёрный король · g6 белый король | 6 |
| 5 | g8 белый конь · h8 чёрный король · g6 белый король | g8 белый конь · h8 чёрный король · g6 белый король | g8 белый конь · h8 чёрный король · g6 белый король | g8 белый конь · h8 чёрный король · g6 белый король | g8 белый конь · h8 чёрный король · g6 белый король | g8 белый конь · h8 чёрный король · g6 белый король | g8 белый конь · h8 чёрный король · g6 белый король | g8 белый конь · h8 чёрный король · g6 белый король | 5 |
| 4 | g8 белый конь · h8 чёрный король · g6 белый король | g8 белый конь · h8 чёрный король · g6 белый король | g8 белый конь · h8 чёрный король · g6 белый король | g8 белый конь · h8 чёрный король · g6 белый король | g8 белый конь · h8 чёрный король · g6 белый король | g8 белый конь · h8 чёрный король · g6 белый король | g8 белый конь · h8 чёрный король · g6 белый король | g8 белый конь · h8 чёрный король · g6 белый король | 4 |
| 3 | g8 белый конь · h8 чёрный король · g6 белый король | g8 белый конь · h8 чёрный король · g6 белый король | g8 белый конь · h8 чёрный король · g6 белый король | g8 белый конь · h8 чёрный король · g6 белый король | g8 белый конь · h8 чёрный король · g6 белый король | g8 белый конь · h8 чёрный король · g6 белый король | g8 белый конь · h8 чёрный король · g6 белый король | g8 белый конь · h8 чёрный король · g6 белый король | 3 |
| 2 | g8 белый конь · h8 чёрный король · g6 белый король | g8 белый конь · h8 чёрный король · g6 белый король | g8 белый конь · h8 чёрный король · g6 белый король | g8 белый конь · h8 чёрный король · g6 белый король | g8 белый конь · h8 чёрный король · g6 белый король | g8 белый конь · h8 чёрный король · g6 белый король | g8 белый конь · h8 чёрный король · g6 белый король | g8 белый конь · h8 чёрный король · g6 белый король | 2 |
| 1 | g8 белый конь · h8 чёрный король · g6 белый король | g8 белый конь · h8 чёрный король · g6 белый король | g8 белый конь · h8 чёрный король · g6 белый король | g8 белый конь · h8 чёрный король · g6 белый король | g8 белый конь · h8 чёрный король · g6 белый король | g8 белый конь · h8 чёрный король · g6 белый король | g8 белый конь · h8 чёрный король · g6 белый король | g8 белый конь · h8 чёрный король · g6 белый король | 1 |
|   | a                                                  | b                                                  | c                                                  | d                                                  | e                                                  | f                                                  | g                                                  | h                                                  |   |

Конь и король одинокому королю мат поставить не могут. Задачу возможно решить, если предыдущим был ход со взятием чёрного коня. Итак, белые берут назад ход Kh6:Кg8 и объявляют мат:
1. Kf7#
Задачи такого типа называются ретракторами и принадлежат к жанру ретроанализа.

#### Сказочные шахматы
|   | a                                                                  | b                                                                  | c                                                                  | d                                                                  | e                                                                  | f                                                                  | g                                                                  | h                                                                  |   |
| - | ------------------------------------------------------------------ | ------------------------------------------------------------------ | ------------------------------------------------------------------ | ------------------------------------------------------------------ | ------------------------------------------------------------------ | ------------------------------------------------------------------ | ------------------------------------------------------------------ | ------------------------------------------------------------------ | - |
| 8 | h8 чёрный король · f6 белый конь · a1 белый слон · h1 белый король | h8 чёрный король · f6 белый конь · a1 белый слон · h1 белый король | h8 чёрный король · f6 белый конь · a1 белый слон · h1 белый король | h8 чёрный король · f6 белый конь · a1 белый слон · h1 белый король | h8 чёрный король · f6 белый конь · a1 белый слон · h1 белый король | h8 чёрный король · f6 белый конь · a1 белый слон · h1 белый король | h8 чёрный король · f6 белый конь · a1 белый слон · h1 белый король | h8 чёрный король · f6 белый конь · a1 белый слон · h1 белый король | 8 |
| 7 | h8 чёрный король · f6 белый конь · a1 белый слон · h1 белый король | h8 чёрный король · f6 белый конь · a1 белый слон · h1 белый король | h8 чёрный король · f6 белый конь · a1 белый слон · h1 белый король | h8 чёрный король · f6 белый конь · a1 белый слон · h1 белый король | h8 чёрный король · f6 белый конь · a1 белый слон · h1 белый король | h8 чёрный король · f6 белый конь · a1 белый слон · h1 белый король | h8 чёрный король · f6 белый конь · a1 белый слон · h1 белый король | h8 чёрный король · f6 белый конь · a1 белый слон · h1 белый король | 7 |
| 6 | h8 чёрный король · f6 белый конь · a1 белый слон · h1 белый король | h8 чёрный король · f6 белый конь · a1 белый слон · h1 белый король | h8 чёрный король · f6 белый конь · a1 белый слон · h1 белый король | h8 чёрный король · f6 белый конь · a1 белый слон · h1 белый король | h8 чёрный король · f6 белый конь · a1 белый слон · h1 белый король | h8 чёрный король · f6 белый конь · a1 белый слон · h1 белый король | h8 чёрный король · f6 белый конь · a1 белый слон · h1 белый король | h8 чёрный король · f6 белый конь · a1 белый слон · h1 белый король | 6 |
| 5 | h8 чёрный король · f6 белый конь · a1 белый слон · h1 белый король | h8 чёрный король · f6 белый конь · a1 белый слон · h1 белый король | h8 чёрный король · f6 белый конь · a1 белый слон · h1 белый король | h8 чёрный король · f6 белый конь · a1 белый слон · h1 белый король | h8 чёрный король · f6 белый конь · a1 белый слон · h1 белый король | h8 чёрный король · f6 белый конь · a1 белый слон · h1 белый король | h8 чёрный король · f6 белый конь · a1 белый слон · h1 белый король | h8 чёрный король · f6 белый конь · a1 белый слон · h1 белый король | 5 |
| 4 | h8 чёрный король · f6 белый конь · a1 белый слон · h1 белый король | h8 чёрный король · f6 белый конь · a1 белый слон · h1 белый король | h8 чёрный король · f6 белый конь · a1 белый слон · h1 белый король | h8 чёрный король · f6 белый конь · a1 белый слон · h1 белый король | h8 чёрный король · f6 белый конь · a1 белый слон · h1 белый король | h8 чёрный король · f6 белый конь · a1 белый слон · h1 белый король | h8 чёрный король · f6 белый конь · a1 белый слон · h1 белый король | h8 чёрный король · f6 белый конь · a1 белый слон · h1 белый король | 4 |
| 3 | h8 чёрный король · f6 белый конь · a1 белый слон · h1 белый король | h8 чёрный король · f6 белый конь · a1 белый слон · h1 белый король | h8 чёрный король · f6 белый конь · a1 белый слон · h1 белый король | h8 чёрный король · f6 белый конь · a1 белый слон · h1 белый король | h8 чёрный король · f6 белый конь · a1 белый слон · h1 белый король | h8 чёрный король · f6 белый конь · a1 белый слон · h1 белый король | h8 чёрный король · f6 белый конь · a1 белый слон · h1 белый король | h8 чёрный король · f6 белый конь · a1 белый слон · h1 белый король | 3 |
| 2 | h8 чёрный король · f6 белый конь · a1 белый слон · h1 белый король | h8 чёрный король · f6 белый конь · a1 белый слон · h1 белый король | h8 чёрный король · f6 белый конь · a1 белый слон · h1 белый король | h8 чёрный король · f6 белый конь · a1 белый слон · h1 белый король | h8 чёрный король · f6 белый конь · a1 белый слон · h1 белый король | h8 чёрный король · f6 белый конь · a1 белый слон · h1 белый король | h8 чёрный король · f6 белый конь · a1 белый слон · h1 белый король | h8 чёрный король · f6 белый конь · a1 белый слон · h1 белый король | 2 |
| 1 | h8 чёрный король · f6 белый конь · a1 белый слон · h1 белый король | h8 чёрный король · f6 белый конь · a1 белый слон · h1 белый король | h8 чёрный король · f6 белый конь · a1 белый слон · h1 белый король | h8 чёрный король · f6 белый конь · a1 белый слон · h1 белый король | h8 чёрный король · f6 белый конь · a1 белый слон · h1 белый король | h8 чёрный король · f6 белый конь · a1 белый слон · h1 белый король | h8 чёрный король · f6 белый конь · a1 белый слон · h1 белый король | h8 чёрный король · f6 белый конь · a1 белый слон · h1 белый король | 1 |
|   | a                                                                  | b                                                                  | c                                                                  | d                                                                  | e                                                                  | f                                                                  | g                                                                  | h                                                                  |   |

В жанре сказочных шахмат у фигур появляются новые возможности. Так и в этой позиции на диаграмме требуется что-то экстраординарное, чтобы поставить мат в один ход.
Для этого сказочный белый конь «встаёт на дыбы», приподнимаясь над полем f6 и продолжая контролировать поля g8 и h7, а слон, чья ударная сила тем самым удлиняется на всю диагональ а1—h8, ставит вскрытый мат.